# Tungufjall (berg i Island, Norðurland vestra, lat 66,01, long -19,27)
Tungufjall är ett berg i republiken Island. Det ligger i regionen Norðurland vestra, 240 km nordost om huvudstaden Reykjavík. Toppen på Tungufjall är 544 meter över havet.
Trakten runt Tungufjall är nära nog obefolkad, med mindre än två invånare per kvadratkilometer. Närmaste större samhälle är Hofsós, omkring 14 kilometer sydväst om Tungufjall. Trakten runt Tungufjall består i huvudsak av gräsmarker.